# Élections législatives allemandes de 1928
 (février 2019).
Si vous disposez d'ouvrages ou d'articles de référence ou si vous connaissez des sites web de qualité traitant du thème abordé ici, merci de compléter l'article en donnant les références utiles à sa vérifiabilité et en les liant à la section « Notes et références ».
Les élections législatives de mai 1928 eurent lieu le 20 mai. Le Parti social-démocrate d'Allemagne (SPD) obtient son meilleur score depuis les élections de 1920. Il a su bénéficier de la croissance économique du pays, de l'amélioration des conditions sociales de la population et de l'amélioration des relations internationales de l’Allemagne. 
Le chancelier Wilhelm Marx (Zentrum) remet sa démission, remplacé par un nouveau gouvernement dirigé par Hermann Müller (SPD). 
Le nouveau chancelier dispose d'une confortable majorité au Reichstag avec une coalition regroupant le SPD, le Zentrum, le DDP, le BVP et le DVP, soit une majorité parlementaire de 301 sièges sur 491 (61,3 % des députés).
Le parti Nazi reconstitué par Hitler après sa sortie anticipée de prison présente des candidats pour la première fois au Reichstag et obtient 12 députés, ce qui lui permet de constituer un groupe parlementaire présidé par Wilhelm Frick.

## Résultats

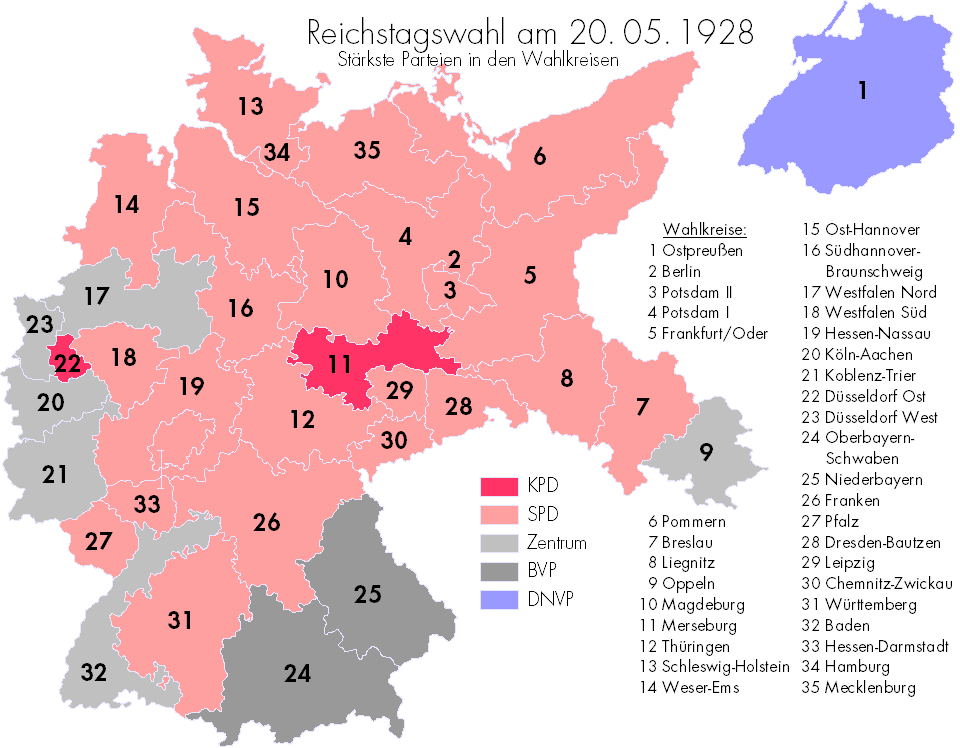
Parti vainqueur par circonscription.

|                          |                                                              |            |       |      |        |     |
| Parti                    | Parti                                                        | Voix       | %     | +/-  | Sièges | +/- |
|                          | Parti social-démocrate d'Allemagne (SPD)                     | 9 152 979  | 29,76 | 3,74 | 153    | 22  |
|                          | Parti populaire national allemand (DNVP)                     | 4 381 563  | 14,25 | 6,24 | 73     | 30  |
|                          | Zentrum (Z)                                                  | 3 712 152  | 12,07 | 1,53 | 61     | 8   |
|                          | Parti communiste d'Allemagne (KPD)                           | 3 264 793  | 10,62 | 1,68 | 54     | 9   |
|                          | Parti populaire allemand (DVP)                               | 2 679 703  | 8,71  | 1,36 | 45     | 6   |
|                          | Parti démocrate allemand (DDP)                               | 1 479 374  | 4,81  | 1,53 | 25     | 8   |
|                          | Parti du Reich des classes moyennes allemandes (WP)          | 1 387 602  | 4,51  | 2,22 | 23     | 11  |
|                          | Parti populaire bavarois (BVP)                               | 945 644    | 3,07  | 0,67 | 17     | 2   |
|                          | Parti national-socialiste des travailleurs allemands (NSDAP) | 810 127    | 2,63  | 0,37 | 12     | 2   |
|                          | Parti chrétien-national des paysans et des fermiers (CNBL)   | 571 891    | 1,86  | Nv.  | 9      | Nv. |
|                          | Parti du Reich pour les droits civils et la déflation (VRP)  | 483 181    | 1,57  | Nv.  | 2      | Nv. |
|                          | Parti des fermiers allemands (DBP)                           | 481 254    | 1,56  | Nv.  | 8      | Nv. |
|                          | Autres                                                       | 1 402 984  | 4,56  | –    | 9      | –   |
|                          |                                                              |            |       |      |        |     |
| Suffrages exprimés       | Suffrages exprimés                                           | 30 753 247 | 98,68 |      |        |     |
| Votes invalides          | Votes invalides                                              | 412 542    | 1,32  |      |        |     |
| Total                    | Total                                                        | 31 165 789 | 100   | –    | 491    | 2   |
| Abstentions              | Abstentions                                                  | 10 058 889 | 24,40 |      |        |     |
| Inscrits / participation | Inscrits / participation                                     | 41 224 678 | 75,60 |      |        |     |